# Reinhard Siegmund-Schultze

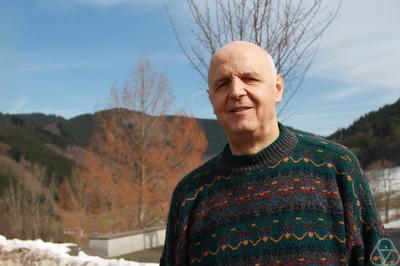
Reinhard Siegmund-Schultze

Reinhard Siegmund-Schultze (* 2. April 1953 in Halle (Saale)) ist ein deutscher Mathematikhistoriker.
Siegmund-Schultze studierte Mathematik an der Martin-Luther-Universität Halle, wo er 1979 über Geschichte der Funktionalanalysis promoviert wurde. Die Doktorarbeit hatte er 1975–1978 während eines Forschungsstudiums am Karl-Sudhoff-Institut für Geschichte der Medizin und der Naturwissenschaften an der Universität Leipzig angefertigt. Danach war er bis 1990 Assistent an der Humboldt-Universität in Berlin, wo er sich 1987 habilitierte (Beiträge zur Analyse der Entwicklungsbedingungen der Mathematik im faschistischen Deutschland unter besonderer Berücksichtigung des Referatewesens). 1991 bis 1994 war er als Feodor Lynen-Forschungsstipendiat der Alexander von Humboldt-Stiftung in den USA. Seit 2000 ist er Professor für Wissenschaftsgeschichte an der Universität Agder in Kristiansand in Norwegen.
Siegmund-Schultze ist bekannt für historische Arbeiten über die Emigration der Mathematiker aus dem nationalsozialistischen Deutschland. Unter anderem befasste er sich ausführlich auch mit Richard von Mises.
Seit 2000 ist er Mitglied der Internationalen Akademie für Wissenschaftsgeschichte in Paris. 2014 war er Eingeladener Sprecher auf dem ICM in Seoul (One hundred years after the Great War – A century of breakdowns, resumptions and fundamental changes in international mathematical communication). Seit 2016 ist er Mitherausgeber von Historia Mathematica. 2024 wurde er mit dem Otto-Neugebauer-Preis ausgezeichnet.

## Schriften (Auswahl)
- Mathematiker auf der Flucht vor Hitler. Quellen und Studien zur Emigration einer Wissenschaft (= Dokumente zur Geschichte der Mathematik. 10). Vieweg, Braunschweig u. a. 1998, ISBN 3-528-06993-7 (In erweiterter Fassung in englischer Übersetzung: Mathematicians fleeing from Nazi Germany. Individual fates and global impact. Princeton University Press, Princeton NJ u. a. 2009, ISBN 978-0-691-12593-0).
- Mathematische Berichterstattung in Hitlerdeutschland. Der Niedergang des „Jahrbuchs über die Fortschritte der Mathematik“ (= Studien zur Wissenschafts-, Sozial- und Bildungsgeschichte der Mathematik. 9). Vandenhoeck und Ruprecht, Göttingen 1993, ISBN 3-525-40316-X (aus der Habilitation entstanden).
- mit Jochen Brüning, Dirk Ferus: Terror und Exil – persecution and expulsion of mathematicians from Berlin between 1933 and 1945. An Exhibition on the Occasion of the International Congress of Mathematicians, Technische Universität Berlin, August 19 to 27, 1998. Deutsche Mathematiker-Vereinigung, Berlin 1998, (Ausstellung anlässlich des Internationalen Mathematikerkongresses in Berlin).
- Rockefeller and the internationalization of mathematics between the two world wars. Documents and studies for the social history of mathematics in the 20th century (= Science Networks. Historical Studies. 25). Birkhäuser, Basel u. a. 2001, ISBN 3-7643-6468-8.
- Göttinger Feldgraue, Einstein und die verzögerte Wahrnehmung von Emmy Noethers Sätzen über invariante Variationsprobleme (1918). In: Mitteilungen der Deutschen Mathematiker-Vereinigung. Band 19, 2011, S. 100–104, doi:10.1515/dmvm-2011-0046.
- Landau und Schur. Dokumente einer Freundschaft bis in den Tod in unmenschlicher Zeit. In: Mitteilungen der Deutschen Mathematiker-Vereinigung. Band 19, 2011, S. 164–173, doi:10.1515/dmvm-2011-0070.
- mit Christopher D. Hollings, Henrik Kragh Sørensen: Meeting under the integral sign? The Oslo Congress of Mathematicians on the Eve of the Second World War (= History of Mathematics. 44). American Mathematical Society, Providence RI 2020, ISBN 978-1-4704-4353-5.